# Plutarco Elías Calles
Francisco Plutarco Elías Campuzano (25 de setembre de 1877 – 19 d'octubre de 1945) va ser un mestre, militar i polític mexicà; més conegut com a Plutarco Elías Calles, el «Cap Màxim de la Revolució».
Elías Calles va ser un destacat militar i polític de l'estat de Sonora; fill d'un buròcrata alcohòlic vingut a menys, la seva mare va morir quan tenia tres anys i va quedar sota la tutela dels seus oncles materns a Hermosillo.
Va treballar com a administrador d'un hotel a Guaymas, en un molí a Fronteras, periodista, i mestre i inspector d'escoles. El 1911 va ser nomenat comissari d'Agua Prieta, on va sufocar un aixecament magonista. El 1912 es va sumar a les forces del govern de Francisco I. Madero per enfrontar la rebel·lió de Pascual Orozco. A la caiguda de Madero, el 1913 es va unir al constitucionalisme encapçalat per Venustiano Carranza i va estar sota el comandament d'Álvaro Obregón. En finalitzar la lluita contra Victoriano Huerta, va enfrontar amb èxit els atacs de Francisco Villa a Sonora, des d'Agua Prieta.
Eñ 1915, va ser nomenat governador interí de Sonora. Després va ser nomenat secretari (ministre) de Foment i Treball en el gabinet del president Venustiano Carranza. El 1920 es va adherir a la campanya electoral d'Álvaro Obregón. En triomfar el Pla d'Agua Prieta, va ocupar la secretaria (ministeri) de Guerra del govern de Adolfo de la Huerta i, posteriorment va ser secretari de Governació (ministre d'Interior) del govern d'Obregón.